# Satyrus thelephassa
Satyrus thelephassa är en fjärilsart som beskrevs av Jacob Hübner 1820-1826. Satyrus thelephassa ingår i släktet Satyrus och familjen praktfjärilar. Inga underarter finns listade.